# Chelonus curvinervius
Chelonus curvinervius är en stekelart som beskrevs av He 2003. Chelonus curvinervius ingår i släktet Chelonus och familjen bracksteklar. Inga underarter finns listade i Catalogue of Life.